# Hertugdømmet Braunschweig-Lüneburg
Hertugdømmet Braunschweig-Lüneburg (tysk: Herzogtum Braunschweig-Lüneburg) var et hertugdømme og rigsfyrstendømme indenfor det Tysk-romerske rige. Hertugdømmet opstod i 1235 på basis af slægten Welfs ejendomme i Sachsen og blev givet som rigslen til Otto Barnet, som var sønnesøn af Henrik Løve. Navnet blev taget fra de to største byer Braunschweig og Lüneburg.
Hertugdømmet blev arvedelt i delfyrstendømmer flere gange i løbet af middelalderen. Delfyrstendømmerne eksisterede frem til Det tysk-romerske riges opløsning i 1806. Hertugdømmet blev ophøjet til kurfyrstendømme i 1708.
Hertugdømmet Braunschweig-Lüneburg ophørte ved Wienerkongressen i 1814-1815 og blev afløst af staterne kongeriget Hannover og hertugdømmet Braunschweig. Begge disse tidligere stater er nu en del af den tyske delstat Niedersachsen. Den dag i dag bruger medlemmerne af huset Hannover titlen hertuger af Braunschweig og Lüneburg.
52°16′09″N 10°31′16″Ø / 52.2692°N 10.5211°Ø